# The Outer Limits (álbum)
The Outer Limits es el séptimo álbum de estudio de la banda canadiense Voivod, es el primer álbum sin el bajista Jean-Yves Thériault y el último con el vocalista Denis Bélanger hasta su regreso en 2002. En el puesto de bajista se puso a Pierre St-Jean, que nunca fue considerado miembro de la banda, sino sólo músico de sesión. El álbum contiene las canciones "The Nile Song", original de Pink Floyd, y la canción "Jack Luminous", siendo esta la más larga del disco con una duración de 17 minutos y 26 segundos.

## Lista de canciones
- Todas las canciones escritas por Voivod, excepto las indicadas.

1. "Fix My Heart" – 4:53
2. "Moonbeam Rider" – 4:10
3. "Le Pont Noir" – 5:43
4. "The Nile Song" – 4:00 (Roger Waters)
5. "The Lost Machine" – 5:53
6. "Time Warp" – 3:55
7. "Jack Luminous" – 17:26
8. "Wrong-Way Street" – 3:50
9. "We Are Not Alone" – 4:28

## Créditos
- Denis Bélanger – Voz
- Denis D'Amour – guitarra
- Michel Langevin – batería
- Pierre St-Jean – bajo
- Teclados por Denis D'Amour y Michel Langevin